# Парк Героїв (Кривий Ріг)
Парк Героїв — районний парк в Металургійному районі Кривого Рогу. Розташовується на Соцмісті.
Тут росте понад 50 видів та форм рослин.

## Квітковий годинник

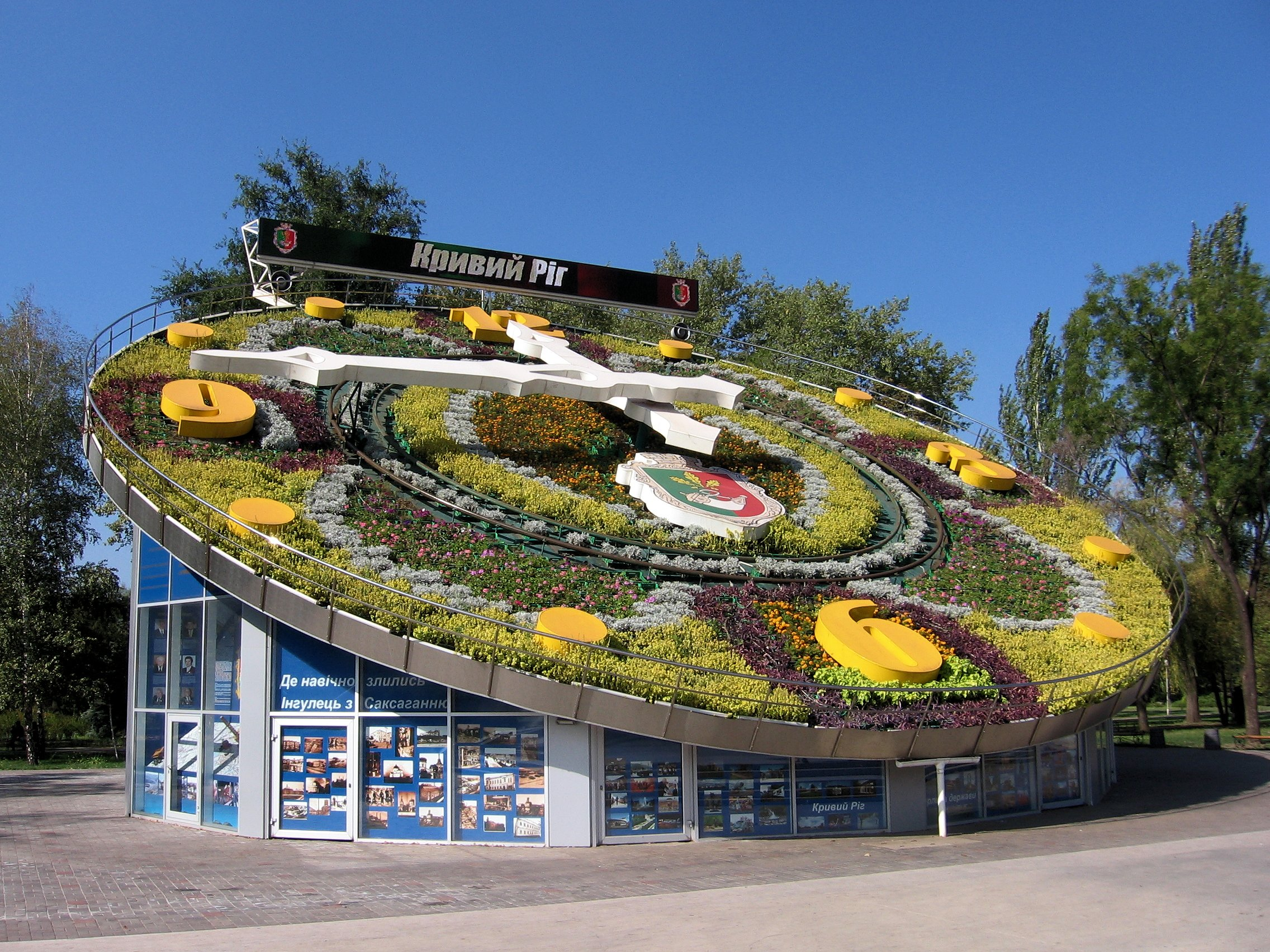
Квітковий годинник на проспекті Металургів

22 серпня 2011 року в парку було запущено найбільший у світі квітковий годинник. Діаметр циферблата — 22 метри, довжина хвилинної стрілки до 12 метрів. Тут висаджені 22 000 квітів шести видів. Хід стрілки забезпечує годинниковий механізм, розташований під спорудою. Починаючи з 2013 року всередині споруди квіткового годинника почала функціонувати 3D-відеогалерея Криворізького міського історико-краєзнавчого музею.